# Arcot
|  | Per a altres significats, vegeu «Arcot (desambiguació)». |

Arcot (tàmil ஆற்காடு) és una ciutat de l'Índia avui dia agregada a la ciutat de Vellore, dins el districte de Vellore a Tamil Nadu. El 1991 la seva població era de 45.205 habitants i amb la rodalia de 114.760 habitants. El 1901 Arcot, tenia 10.734 habitants.

## Etimologia
El nom derivaria de aaru (riu) i kaadu (selva), o de arkkatu (literalment Bosc de Figueres, però abans es va traduir com Sis Boscos).

## Història
La ciutat era poc important abans del segle xvi. Fou dominada per les dinasties Pallava, Chola, Rashtrakuta i Cola de Tanjore, i els regne de Telingana i Vijayanagar. Aquest darrer regne fou derrotat pels sultanats musulmans el 1565 a la batalla de Talikot o Talikota i el territori va passar als sultans de Bijapur i en feu la van tenir els marathes.
El 1687 Aurangzeb va enviar al general Zulfikar Khan (o Zulfikar Ali Khan)a la zona que va passar a l'Imperi; el 1698 Zulfikar va conquerir Gingi. Zulfikar Khan fou nawab amb seu a Arcot del 1687 al 1698 i en aquest any fou nomenat nawab Daud Khan (1698-1710) en el govern del qual fou inclòs Gingi on de fet va residir a partir del 1703. El tercer nawab fou Muhammad Saadat-Allah Khan I (1710-1732) que va retornar a Arcot el 1712 i fou el primer que es va titular nawab del Carnàtic (Karnataka).
El següent nawab, Dost Ali (1732-1740), fou derrotat i mort pels marathes a la batalla del Pas de Damalcheruvu, i els marathes sota Hoji Bhonsla van assolar el país. Els dos següents nawabs, Safdar Ali Khan (1740-1742) i Sa'adat-Allah Khan II (1742-1744) foren assassinats i el 1749 el nawab Anwar al-Din (1744-1749) fou derrotat i mort a Ambur, a 80 km a l'oest d'Arcot pel seu rival al càrrec Chanda Sahib (1749-1751), que tenia el suport de Muzafar Jang, nizam del Dècan i els francesos.
Durant la posterior guerra a la costa del Coromandel amb el nou nawab Chanda Sahib, Arcot fou capturada per Robert Clive a petició de Wala Jah Muhammad Ali (proclamat nawab, 1749-1795), fill d'Anwar al-Din, que estava sent assetjat per Chanda Sahib i els francesos a Trichinopoly. Clive va sortir de Madras el 25 d'agost de 1751 amb 200 soldats europeus i 300 nadius i el dia 20 va acampar a 15 km d'Arcot durant una tempesta; al saber l'arribada dels britànics una part de la guarnició de la ciutat va desertar i Clive va entrar a la ciutadella sense resistència. Chanda Sahib va enviar 4000 homes amb 150 francesos sota comandament del seu fill Raja Sahib, amb ordes de recuperar la fortalesa. Raja Sahib va atacar el 23 de setembre; el setge va durar 52 dies. Llavors va rebre ajut del maratha Morari Rao que fins aleshores era neutral i quan Raja Sahib ho va saber va conminar a Clive (que encara no ho sabia) a rendir-se; Clive va refusar; una oferta de diners que se li va fer fou refusada igualment. Raja Sahib va decidir assaltar Arcot (14 de novembre) però fou rebutjat al cap d'una hora i l'endemà es va retirar. Clive doncs va conservar la ciutat en una defensa brillant i la va entregar a l'aliat britànic Wala Jah Muhammad Ali.
Quan la guerra es va reprendre el 1757, Arcot va caure en mans dels francesos dirigit pel general francès Lally (1758), però Eyre Coote va aconseguir derrotar a Lally a Wandiwash el 1760, i tot seguit va poder recuperar cadascuna de les fortaleses ocupades pels enemics. El coronel Coote va assetjar Arcot i la va conquerir després de set dies de bombardeig, retornant-la a Wala Jah Muhammad Ali, l'aliat dels britànics.
Haidar Ali, el rei de Mysore, va envair el Carnàtic sense atacar Arcot el 1767; va retornar el 1780 i va assetjar Arcot. Quan va tenir notícia que un exèrcit britànic manat per Sir Hector Munro anava cap allí, va desistir de conquerir la ciutat, però va poder derrotar a un destacament anglès manat pel coronel Baillie, a Pollilore, prop de Palur a la taluka de Walajapet i llavors va tornar a reprendre el setge. Arcot es va rendir i Ambur també fou conquerida. La guerra va acabar el 1783 per un tractat. Arcot fou destruïda per Tipu Sultan, fill i successor de Haidar Ali, i abandonada.
Després del govern del nawab Umdut al-Umara (1795-1801), el seu successor Azim al-Dawlah (1801-1819) va cedir (1801) la part del Carnàtic ja administrada pels britànics (per les grans deutes contretes pel nawab) i la resta del Carnàtic a la Companyia Britànica de les Índies Orientals en plena sobirania incloent la fortalesa d'Arcot i diversos estats feudataris o palayams; els nawabs van saldar el deute i van poder conservar el palau a Arcot (avui en ruïnes) i algunes terres a la vora d'Arcot i en altres llocs del Carnàtic. Llavors el territori al nord del riu Palar, junt amb els estats de Venkatagiri, Saidapur, Kalahasti (Calastri) i Karvaitnagar van formar el districte de North Arcot, la capital del qual es va establir a Chittoor. Fou capçalera d'una taluka (la taluka d'Arcot, a l'est del districte, amb una superfície de 1.118 km² i una població de 147.388 el 1881, 176.878 el 1891 i de 180.564 el 1901).

## Temples
- Sri Gangai Amman (al carrer Seetharamaiyer)
- Sri Sundaramoorthi Vinayagar (al carrer Radha Krishnan)
- Sri Siddhi Vinayagar
- Sri Poni Amman
- Sri Pachai Amman
- Sri Ramakrishna, capella,
- Sri Devi Karumari Amman
- Sri Kasi Viswanathar
- Sri Varadharaja Perumal (del segle xi)
- Sri Maha Ganapathy
- Sri Gangadhara Eswara Varadharaja Perumal
- Rathnagiri Bala-Murugan

## Llocs turístics
1. Arcot Government Museum.
2. Porta de Delhi, segle xviii.
3. Llacuna de Raja Rani.
4. Mesquita Verda.
5. Muntanya Pancha Pandavar.
6. Tro Verd, parc aquatic.
7. Turons dels Ossos.
8. Turons Natham.
9. Rathanagiri Koil.